# Gabriele Schreib
Gabriele Schreib (* 29. November 1949) ist eine deutsche Journalistin und Buchautorin. Sie lebt in Strande bei Kiel.

## Werdegang
Die Tochter des Malers und Grafikers Werner Schreib studierte Politikwissenschaft, Soziologie und Kunstgeschichte an der Christian-Albrechts-Universität zu Kiel und legte das Magister-Examen ab. Anschließend arbeitete sie als Redakteurin, Dozentin in der Erwachsenenbildung und als Pressereferentin. Inzwischen ist sie als freie Journalistin und Autorin tätig.

## Schriften (Auswahl)
- Mit Günther Potschien: Der Fall Barschel. Unveröffentlichte Interna – der Wahrheit einen bedeutenden Schritt näher. 2. aktualisierte und überarbeitete Auflage, VAS, Hohenwarsleben 2018, ISBN 978-3-88864-561-7, erste Auflage ebendort und ebenfalls 2018, ISBN 978-3-88864-560-0.
- Meinst du das politisch oder sexuell? Ein Sommer auf Sylt mit einer 68er Brise. VAS, Bad Homburg 2014, ISBN 978-3-88864-531-0.
- Marjellchen. Kleine Mädchen im Strudel der Weltgeschichte. VAS, Bad Homburg 2012, ISBN 978-3-88864-481-8.
- Die Psychose unserer Zeit. Jenseits der Demokratie lauert der Wahn. In: Uwe Carstens und Carsten Schlüter-Knauer, Der Wille zur Demokratie – Traditionslinien und Perspektiven. Duncker und Humblot, Berlin 1998, ISBN 978-3-428-08801-0, S. 439–450.
- Die Illusion von ‚Öffentlichkeit‘ und ‚Öffentlicher Meinung‘. In: Lars Clausen und Carsten Schlüter (Hrsg.), „Ausdauer, Geduld und Ruhe“. Aspekte und Quellen der Tönnies-Forschung. Fechner, Hamburg 1991, ISBN 978-3-9801498-8-4, S. 71–104.